# San Vito (base aeronautica)
La San Vito dei Normanni Air Station è stata una base dell'aeronautica militare statunitense (United States Air Force) situata a circa 10 km a ovest di Brindisi, in una posizione intermedia fra il porto di Brindisi e la città di San Vito dei Normanni.

## Storia della base
Nel 1959, l'aviazione militare degli Stati Uniti aggiudicò alla GT&E Sylvania Electronics Systems, in seguito General Dynamics Advanced Information Systems, una commessa per installare in Europa una rete di spionaggio delle comunicazioni COMINT. Il sistema, denominato AN/FLR-9, utilizzava un'enorme antenna circolare di tipo Wullenweber. Il primo sito di ascolto a utilizzare il sistema AN/FLR-9 fu installato nel 1962 nella base inglese di RAF Chicksands.
In previsione della seconda installazione progettata per il sito di San Vito dei Normanni, venne costituito il 7275th Air Base Group, che iniziò le sue attività nel 1960 come distaccamento alle dipendenze della base aerea di Aviano con il personale e le attrezzature di supporto forniti dal 6900th Security Wing. La base divenne autonoma il 1º marzo 1961 passando sotto la gestione dell'United States Air Force Security Service (USAFSS) e nel 1964, completate le predisposizioni, divenne pienamente operativa.

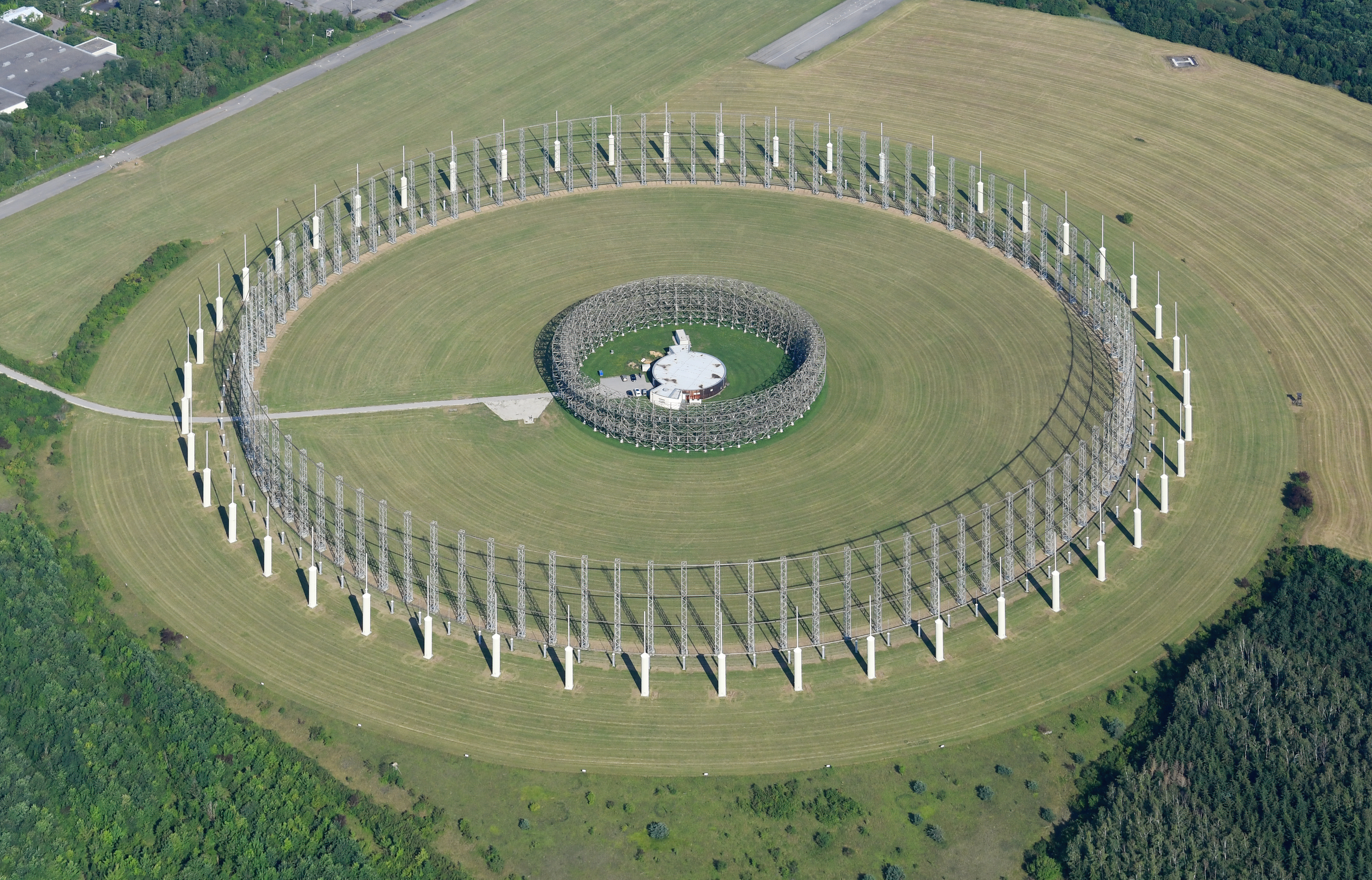
Antenna Wullenweber vicino ad Augusta, in Germania, dello stesso tipo di quella installata un tempo presso il sito pugliese.

Il 1º ottobre 1979, la base venne riassegnata al USAFE, che vi insediò il 6917th Electronic Security Group unitamente ad altre unità militari, sempre di nazionalità statunitense.
Gli apparati per il radioascolto sono rimasti operativi fino all'ottobre del 1994, quando, dopo la caduta del muro di Berlino, la base venne considerata dagli Stati Uniti non più utile operativamente e disattivata, salvo una temporanea riattivazione durante la crisi dei Balcani.
L'impianto gemello di Chicksands fu smantellato nel 1996.
Nel 2000, la base fu oggetto di un'interrogazione parlamentare ma, nello stesso anno, l'installazione venne nuovamente chiusa dai militari americani e la vistosa antenna FLR-9 smantellata. Nel 2003, la base venne restituita al governo italiano che successivamente ne donò una parte al Programma Alimentare Mondiale delle Nazioni Unite (WFP) che dal 2000 gestiva, nell'aeroporto militare di Brindisi, la Base di pronto intervento umanitario delle Nazioni Unite (UNHRD).
Un incendio nell'estate del 2006 ha distrutto parte del villaggio militare rimanente ma, nel dicembre dello stesso anno, UNHRD ha iniziato ad utilizzare l'installazione come centro per le esercitazioni e per le simulazioni per i suoi funzionari logistici e per gli operatori di altre organizzazioni umanitarie.
Nel 2013, UNHRD ha allargato i suoi uffici e i suoi magazzini nella porzione della base sotto la propria gestione, continuando comunque a mantenere le proprie strutture originarie all'interno dell'aeroporto militare di Brindisi.

## Il mistero della San Vito Air Station
Negli ultimi anni i media italiani hanno scoperto e accertato tramite il rapporto Interception Capabilities 2000, che anche nel nostro Paese si trovava un centro di spionaggio delle comunicazioni: appunto la San Vito Air Station che godeva di una posizione ottimale dal punto di vista strategico durante la guerra fredda. Notizie accreditate testimonierebbero la presenza del 449° Air Expeditionary Group e del 6917° Electronic Security Group.